# オロミア州
オロミア州（アムハラ語: ኦሮምያ ክልል）は、エチオピア中部の州。
面積は29万8164km2で、2023年の推定人口は4084万4000人。
人口密度は137.1人/km2。
エチオピアの全ての州・自治区の中で最多の人口を持つ。
州都はアディスアベバ（2005年までアダマ）。
公用語はオロモ語。
1995年に民族ごとに州が再編された際、オロモ人が多数を住める地域をまとめて組織された。

## 地理
- 北：アムハラ州
- 北：アファール州
- 北東：ディレ・ダワ
- 東：ソマリ州
- 南東：マンデラ（ケニア）
- 南：ワジール（ケニア）
- 南西：マルサビット（ケニア）
- 南西：南エチオピア州
- 南西：シダマ州
- 南西：中部エチオピア州
- 西：ガンベラ州
- 西：上ナイル州（南スーダン）
- 北西：ベニシャングル・グムズ州

州中北部にアディスアベバを、北東部にハラリ州を内包する。

## 民族
1995年、バレ州、ハラルゲ州、イルバボール州、カファ州、シェワ州、シダモ州、およびウォールガ州からオロモ人多数地域を分離して作られた。
- オロモ人：87.8%
- アムハラ人：7.22%
- グラゲ人[4]：0.93%
- その他：4.05%

## 紛争
隣接するソマリ州のソマリ人とオロモ人との間では、州境付近の土地や資源管理の問題で争いが続いていたが、2017年9月には百人単位の死者が生じる衝突に発展。この衝突により双方で100万人の避難民が発生した。
2021年現在、州内にはオロモ解放軍（OLA）など反政府武装組織が存在する。

## 宗教
- イスラム教：47.5%
- エチオピア正教：30.5%
- プロテスタント：17.7%
- 伝統宗教：3.3%
- その他：1.0%

## 人口
- 1994年10月11日：1873万2525人
- 2007年5月28日：2699万3933人
- 2015年7月1日：3369万2000人[7]
- 2023年7月：4088万4000人[2]

## その他
世界中で消費されるコーヒー豆のうち最大のシェアを持つアラビカ種の原産地であり、現在でも野生で自生している。